# Hosszúlábú potoró
A hosszúlábú potoró (Potorous longipes) az emlősök (Mammalia) osztályának az erszényesek (Marsupialia) alosztályágába, ezen belül a diprotodontia rendjébe és a patkánykenguru-félék (Potoroidae) családjába tartozó faj.

## Előfordulása
A hosszúlábú potoró Ausztrália délkeleti csücskén, Kelet-Gippsland egyes részein fordul elő. Az állat igen ritka, állománya nagyságáról semmit sem tudnak.

## Megjelenése
Az állat törzshossza 38-42 centiméter, farokhossza 31,5-32,5 centiméter. A hím testtömege 1,6-1,8 kilogramm, a nőstényé 2-2,2 kilogramm. Az állat szőrzete szürkésbarna és rövid, a hasi része világosabb. A mellső végtagjai rövidek és izmosak, ásásra alkalmas hosszú karmokkal. A hosszúlábú potoró a táplálékkeresés során kúp alakú lyukakat váj a talajba. A hátsó végtagok hosszúak, 4-4 ujjal (közülük 2-2 összenőtt). Gyors futásnál az állat ugyanúgy ugrál, mint a kenguru. A farok testéhez viszonyítva hosszú; gyors ugrásoknál felfelé tartja, úgy egyensúlyoz vele. A kengurukhoz hasonlóan a hosszúlábú potoró is a földre fekteti zömök farkát, így szert tesz egy harmadik „lábra” is, amellyel megtámaszthatja magát.

## Életmódja
A hosszúlábú potoró magányosan él, és területhez kötődik. Tápláléka gyökerek, gumók, gombák és gerinctelenek. Az állat 7 évig él.

## Szaporodása
Az ivarérettséget feltehetően egyéves korban éri el. A párzási időszak egész évben tart. Az egyetlen utód feltehetően 16-17 hetet ül az erszényben. Az elválasztás körülbelül 21 hét után következik be. A nőstény évente kétszer ellik.

## Rokon fajok
A hosszúlábú potoró legközelebbi rokonai és a Potorous nem másik három faja: a hosszúorrú potoró (Potorous tridactylus), a Gilbert-potoró (Potorous gilbertii) és a kihalt szélesfejű potoró (Potorous platyops).